# Cohiba (Zigarettenmarke)
Cohiba ist eine Zigarettenmarke. 1987 wurde sie als gemeinsames Produkt der Habanos SA und der Cita Tabacos de Canarias, S.L. geschaffen. Wie bei den gleichnamigen Cohiba-Zigarren kommt der Tabak dieser Zigaretten aus dem Vuelta Abajo, der Region Kubas, die aufgrund ihrer besonderen Lage und Bodenbeschaffenheit für exzellente Tabakqualität bekannt ist. Eine brennende Cohiba-Zigarette riecht entsprechend auch eher nach Zigarre als nach typischem Zigarettenrauch.

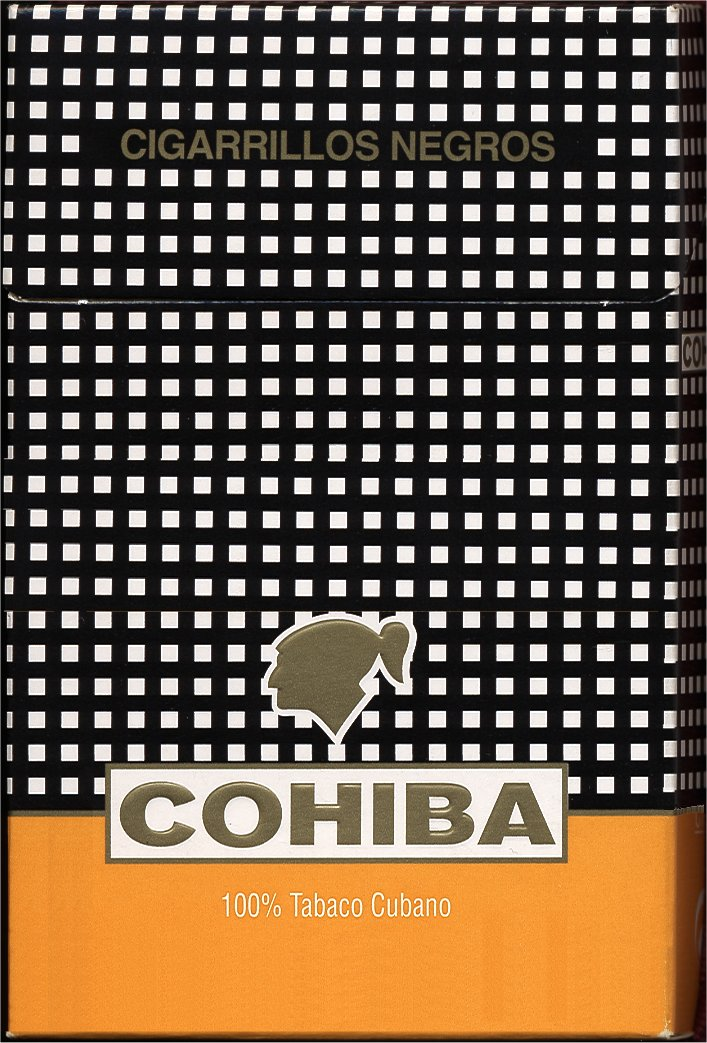
Cohiba-Schachtel

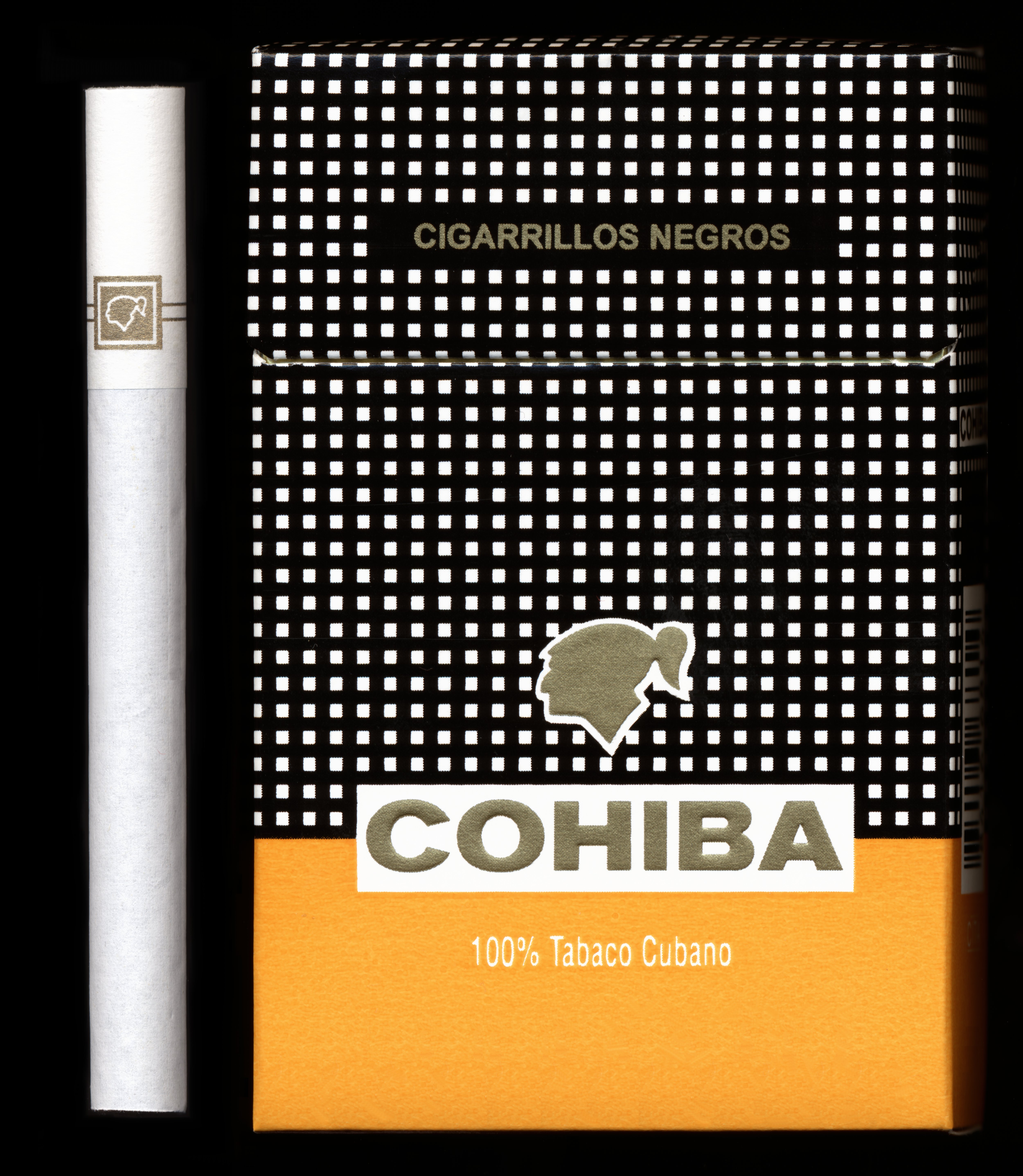
Cohiba-Zigarette und Schachtel im älteren Design

## Gestaltung, Namensherkunft, Logo
Die Verpackung zeigt – wie bei den gleichnamigen Zigarren – eine Zweiteilung in schwarz-weißes Karomuster und einfarbiges Orange, jeweils in goldener Farbe die Schriftzüge COHIBA und CIGARILLOS NEGROS. Das Wort Cohiba stammt aus der Sprache der Taino-Indianer und bezeichnet einen Wickel aus Tabakblättern. Das Logo von Cohiba ist der Kopf des Taino-Häuptlings Hatuey, der als erster Revolutionär Kubas gilt. In der jüngeren Geschichte Kubas unter Castro, als die Marke Cohiba entstand, war Hatuey dadurch ein willkommenes Motiv. Die Zigaretten selbst sind durchgängig weiß und haben zur optischen Abgrenzung des Filters zwei umlaufende Linien sowie ebenfalls Hatueys Kopf, beides wieder in goldener Farbe. 
Das Design der Verpackung wurde 2006 geringfügig geändert: Größe des Schwarz-/Weißmusters, Schriftgröße, goldene Linie um den Schriftzug COHIBA sowie zwischen Orange und Schwarz-/Weiß-Bereich. Das Design der Zigarette und ihres Aufdrucks wurde beibehalten.
Das aktuelle Design (Stand Aug. 2013) weist erneut Detailänderungen auf: Die umlaufende goldene Linie zwischen Orange und S/W-Bereich wurde entfernt, der Schriftzug Cigarillos Negros wurde so verkleinert, dass er etwa der Höhe der weißen Quadrate entspricht. Ca. 70 % der Rückseite sind mit einem schwarz-weißen Warnhinweis bedruckt.

## Tabakwerte
Die früher auf Kuba vertriebene Zigarette hatte die Werte 12 mg Teer, 0,7 mg Nikotin und 12 mg CO, womit die Cigarillos Negros zu den stärkeren Zigaretten gehörten. Die zeitgleich in Deutschland vertriebene Ware hatte mit 10 mg Teer, 0,6 mg Nikotin und 10 mg Kohlenmonoxid im Vergleich abgeschwächte Werte.
In Deutschland ist diese Marke nicht mehr im Handel erhältlich, die aktuell in Kuba erhältliche Ware (Stand Aug. 2013) hat mit 10 mg Teer, 0,7 mg Nikotin und 10 mg Kohlenmonoxid annähernd die Werte der zuletzt in Deutschland verkauften Ware.

## Sonstiges
Diese Zigarette war für den Charakter Sebastian Rooks im Spielfilm Cypher – zusammen mit seiner Vorliebe für Single Malt Scotch – der rote Faden, der ihm half, seine wahre Identität wieder zu finden.